# 学校法人津田学園
学校法人津田学園（がっこうほうじん つだがくえん）は、三重県四日市市笹川1丁目106－2に本部を置く学校法人である。創立者は津田勉。

## 概観
昭和47年1月設立、同年4月四日市市笹川の地に幼稚園を設立し、現在は五つの幼稚園・津田学園小学校・津田学園中学校・高等学校などを運営している。

## 沿革
| 昭和47．1．29  | 学校法人津田学園設置認可                   |
|                | 初代理事長に津田勉就任                     |
| 4．1           | 笹川幼稚園 開園                            |
| 昭和48．4．1   | 笹川幼稚園を笹川第一幼稚園に園名変更       |
|                | 笹川第二幼稚園 開園                        |
| 昭和52．4．1   | 学校法人 本部管理棟 完成                   |
| 昭和53．4．1   | 三滝幼稚園 開園                            |
| 昭和57．4．1   | 桑名中央幼稚園 開園                        |
|                | 津田スイミングスクール 桑名校 開校         |
|                | 津田スポーツクラブ 開校                    |
| 昭和60．1．25  | 津田学園大山田キャンパス 竣工              |
|                | 津田学園大山田キャンパス テニスコート 竣工 |
| 3．25          | 津田学園テニススクール 開校                |
| 4．1           | 津田学園附属幼稚園 開園                    |
| 昭和61．4．1   | 津田学園中学校 開校                        |
|                | 津田体育専門学校 開校                      |
| 昭和62．4．1   | 津田学園高等学校 開校                      |
| 4．19          | 津田スイミングスクール 大山田校 開校       |
| 昭和63．2． 28 | 津田学園総合体育館竣工                     |
| 平成 1 ．4．1  | 幼稚園園名変更                             |
|                | 笹川第一幼稚園 → 津田第一幼稚園            |
|                | 笹川第二幼稚園 → 津田第二幼稚園            |
|                | 三滝幼稚園 → 津田三滝幼稚園                |
|                | 桑名中央幼稚園 → 津田桑名幼稚園            |
|                | 津田学園附属幼稚園 → 津田大山田幼稚園      |
|                | レセプションハウス竣工                     |
| 平成3 ．4．1   | 津田情報ビジネス専門学校 開校              |
| 8．1           | 津田スイミングスクール四日市校 開校        |
| 平成7． 3．1   | 津田書院（図書館） 竣工                    |
| 平成9． 9．1   | 津田キッズスクエア 竣工                    |
| 平成16．4．1   | 津田学園小学校 開校                        |
| 平成20．4．1   | 2代目理事長に津田浩二就任                  |

## 設置校
- 津田第一幼稚園
- 津田第二幼稚園
- 津田三滝幼稚園
- 津田桑名幼稚園
- 津田大山田幼稚園
- 津田学園小学校
- 津田学園中学校・高等学校（中高一貫の6年制課程及び高等学校のみの3年制課程に分かれる）
- 津田体育専門学校
- 津田スポーツクラブ
- 津田情報ビジネス専門学校
- 進学塾津田学園